# Joe Flanigan

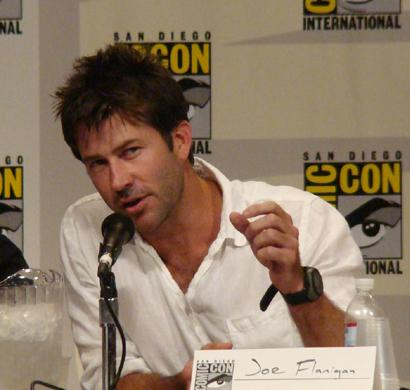
Joe Flanigan (2007)

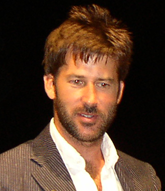
Joe Flanigan (2005)

Joe Flanigan (* 5. Januar 1967 in Los Angeles, Kalifornien; geboren als Joseph Harold Dunnigan III) ist ein amerikanischer Schauspieler.

## Lebenslauf
Joe Flanigan wurde von seinem Stiefvater adoptiert. Als er sechs Jahre alt war, zog er mit seiner Familie auf die kleine Holcomb Lane Ranch am Stadtrand von Reno (Nevada). Im Alter von 14 Jahren besuchte er ein Internat in Ojai, wo er in einer Schulaufführung erste Erfahrungen als Theaterschauspieler machte. Er spielte Stanley Kowalski aus dem Stück Endstation Sehnsucht von Tennessee Williams. Danach begann er ein Studium an der University of Colorado mit Hauptfach Geschichte, welches er erfolgreich beendete. Hier spielte er die Titelrolle in dem Theaterstück Coriolanus von William Shakespeare.
Nachdem Flanigan ein Jahr lang auf dem College verbrachte, nutze er die Möglichkeit, im Rahmen des „Junior Year Abroad Program“ einen Teil seiner Studienzeit in Paris zu verbringen. Daraufhin betätigte er sich in einer Reihe von Gelegenheitsjobs (zum Beispiel im Bankwesen oder der Politik), die ihn jedoch nie befriedigten. Er wurde während dieser Zeit vom Interview Magazine gefeuert und beschloss, nach New York City zu ziehen. Sein Nachbar in New York war Schauspieler und ermutigte ihn, in dieser Branche Fuß zu fassen. So begann er, an der renommierten Schauspielschule Neighborhood Playhouse in New York zu studieren.
Seine ersten Schauspielerfahrungen machte Flanigan dann in Werbespots. Sein Fernsehdebüt gab er indes 1994 in einer Hauptrolle in der mit einem Emmy nominierten NBC-Miniserie „Family Album“ der Schriftstellerin Danielle Steel.
Flanigan hatte Gastrollen in zahlreichen TV-Serien, wie zum Beispiel Profiler, First Monday und Sisters, bis ihm der Durchbruch mit der Rolle des Major/Lt. Colonel John Sheppard in Stargate Atlantis gelang. Für die Serie schrieb er auch die Drehbücher zu den Folgen Epiphany aus der zweiten und Outcast aus der vierten Staffel.
2010 spielte er die Hauptrolle des Colonel Sam Synn, im Film Ferocious Planet. 2013 sprach er die Rolle des Elliot Salem in dem Video-Game Army of Two: The Devil's Cartel.

## Familie
1996 heiratete Joe Flanigan die Schauspielerin und Malerin Katherine Kousi, mit der er mittlerweile drei Söhne hat.
Aufgrund der Dreharbeiten zur Serie Stargate Atlantis zog Flanigan zusammen mit seiner Familie vom kalifornischen Malibu ins kanadische Vancouver. Nach den Dreharbeiten zogen sie zurück nach Los Angeles, Kalifornien.

## Filmografie (Auswahl)
- 1994: Familienbilder (Family Album, Miniserie, Teil 1–2)
- 1995–1996: Ein Strauß Töchter (Sisters, Fernsehserie, 15 Folgen)
- 1995: A Reason to Believe
- 1997: Gegner aus Liebe (Tell Me No Secrets)
- 1997: Murphy Brown (Fernsehserie, Folge 10x08)
- 1998: Dawson’s Creek (Fernsehserie, Folge 2x04–2x05)
- 1998: Amor mitten ins Herz (Cupid, Fernsehserie, Folge 1x06–1x09)
- 1999: Providence (Fernsehserie, 4 Folgen)
- 1999: Ganz normal verliebt (The Other Sister)
- 2000: Profiler (Fernsehserie, Folgen 4x12–4x15)
- 2002: Farewell to Harry
- 2002: Birds of Prey (Fernsehserie, Folge 1x03)
- 2002: Für alle Fälle Amy (Judging Amy, Fernsehserie, Folge 4x07)
- 2003: Tru Calling – Schicksal reloaded! (Tru Calling, Fernsehserie, Folge 1x03)
- 2003: 111 Gramercy Park
- 2003: Thought Crimes – Tödliche Gedanken (Thoughtcrimes)
- 2004: CSI: Miami (Fernsehserie, Folge 2x14)
- 2004–2009: Stargate Atlantis (Fernsehserie, 100 Folgen)
- 2005: Silent Men
- 2006: Stargate – Kommando SG-1 (Stargate: SG-1, Fernsehserie, Folge 10x03)
- 2007–2008: Women’s Murder Club (Fernsehserie, Folgen 1x09–1x10)
- 2009: Warehouse 13 (Fernsehserie, Folge 1x05)
- 2011: Good Day for It
- 2011: Fringe – Grenzfälle des FBI (Fringe, Fernsehserie, Folge 4x01)
- 2011: Planet der Monster (Ferocious Planet)
- 2012: Six Bullets
- 2012: Schwermetall Chronicles (Metal Hurlant Chronicles, Fernsehserie, Folge 1x05)
- 2013: Major Crimes (Fernsehserie, Folge 2x14)
- 2016: The Bandit Hound
- 2018: SEAL Team (Fernsehserie, Folge 2×14)
- 2019–2020: General Hospital (Fernsehserie, 81 Folgen)
- 2021: Let Us In
- 2021–2022: See – Reich der Blinden (See, Fernsehserie, 5 Folgen)